# Cuevas del Tossal Redó
Las Cuevas del Tossal Redó son un conjunto de pequeñas cavidades naturales situadas en la ladera sur del cerro conocido como Tossal Redó, o concretamente en el Barranc de Brotons. Políticamente ubicadas en la partida Tossal Redó, término municipal de Muchamiel, provincia de Alicante, España. Aunque de escasa profundidad, destacan por sus formas caprichosas y por ser un punto de interés para excursionistas y geólogos aficionados.

## Ubicación y entorno
El Tossal Redó se eleva hasta unos 424 m sobre el nivel del mar y forma parte de la Partida Tossal Redó, dentro del Paraje Natural Municipal Bec de l’Àguila. Este espacio fue declarado paraje natural municipal en 2022 y forma parte de la Zona de Especial Protección para las Aves (ZEPA) del río Monnegre. 

## Descripción

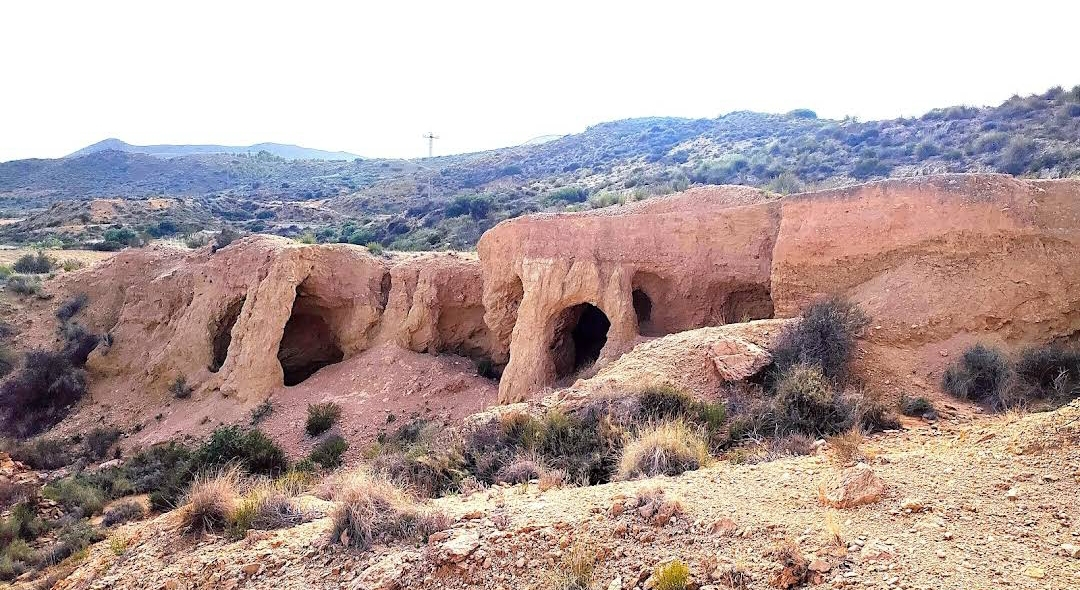
parte de abajo cuevas tossal redó

Las Cuevas del Tossal Redó son formaciones naturales que se desarrollan en materiales arcillosos (tierra) y calizos. Por la zona podemos encontrar piedras de ocre, debido a antiguas explotaciones mineras que sufrió la partida en los siglos XIX y XX. La interacción entre la meteorización física de los sedimentos arcillosos y la disolución de la roca caliza ha originado pequeñas cavidades epigénicas. Las cuevas, presentan huecos irregulares, generalmente de planta alargada y profundidades que no superan los 4 o 5 m. Su orientación principal es (SE-NE), y se encuentran a unos 238 metros sobre el nivel del mar. La proximidad al Bec de l’Àguila y su microrreserva de flora aporta especies endémicas como Thymus moroderi y Vella lucentina. Entre la fauna cercana destacan mamíferos cómo el conejo, la gineta, o la comadreja. Aunque las cuevas carecen de protección y mantenimiento, forman parte del Paraje Natural Municipal Bec de l’Àguila y la ZEPA, su fragilidad geológica aconseja no excavar ni alterar el sustrato.

## Rutas de senderismo y ciclismo
- A pie: ruta circular de unos 2 km, de baja dificultad, que parte de la urbanización Tossal Redó. Permite recorrer varias de las cavidades en menos de media hora de marcha.[4]
- BTT: recorrido circular de 26,32 km con 285 m de desnivel positivo, dificultad técnica moderada, que rodea el Tossal Redó e incorpora pasos junto a las cuevas.[5]